# سيج آرنو
سيج آرنو (بالألمانية: Siegfried Arno)‏ (و. 1895 – 1975 م) هو ممثل مسرحي، وممثل أفلام ألماني، ولد في هامبورغ، توفي في وودلاند هيلز، عن عمر يناهز 80 عاماً، بسبب مرض باركنسون.

## جوائز وترشيحات
حصل على جوائز منها:

جائزة الفيلم الألماني ‏
ترشح لـ:
جائزة توني لأفضل ممثل في مسرحية ‏ (1958).

## وصلات خارجية
- سيج آرنو على موقع IMDb (الإنجليزية)
- سيج آرنو على موقع مونزينجر (الألمانية)
- سيج آرنو على موقع ألو سيني (الفرنسية)
- سيج آرنو على موقع ميوزك برينز (الإنجليزية)
- سيج آرنو على موقع أول موفي (الإنجليزية)
- سيج آرنو على موقع قاعدة بيانات برودواي على الإنترنت (الإنجليزية)
- سيج آرنو على موقع قاعدة بيانات الأفلام السويدية (السويدية)
- سيج آرنو على موقع إن إن دي بي (الإنجليزية)
- سيج آرنو على موقع ديسكوغز (الإنجليزية)
- سيج آرنو على موقع قاعدة بيانات الفيلم (الإنجليزية)